# Forevermore (Whitesnake)
Forevermore is een studioalbum van Whitesnake. Het album is een vervolg op het reüniealbum Good to be Bad uit 2008. Al snel na dat album kwamen berichten dat de band materiaal had voor een volgend album, maar dat liet langer op zich wachten dat verwacht.
Het album is opgenomen in de Snakebyte Studio (eigen studio) en Grumblenoff Studio and Villa te Lake Tahoe, en Casa Dala te Sherman Oaks.  Het slagwerk is opgenomen in The Entourage  in North Hollywood.
Het album verscheen in diverse versies, het basisalbum (zie muziek) werd op andere edities aangevuld, soms met liveopnamen uit 1990, als opwarmertje van een livealbum van Whitesnake dat in 2011 verscheen.   

## Musici
- David Coverdale – zang
- Doug Aldrich – gitaar, achtergrondzang
- Reb Beach – gitaar, achtergrondzang
- Michael Devin – basgitaar
- Brian Tichy – slagwerk

Met
- Timothy Drury – toetsinstrumenten
- Jasper Coverdale - zang

## Muziek
Alles geschreven door Coverdale/Aldrich

| Nr. | Titel                      | Duur |
| --- | -------------------------- | ---- |
| 1.  | Steal your heart away      | 5:18 |
| 2.  | All out of luck            | 5:28 |
| 3.  | Love will set you free     | 3:52 |
| 4.  | Easier said than done      | 5:13 |
| 5.  | Tell me how                | 4:41 |
| 6.  | I need you (shine a light) | 3:49 |
| 7.  | One of the days            | 4:51 |
| 8.  | Love and treat me right    | 4:14 |
| 9.  | Dogs in the street         | 3:48 |
| 10. | Fare thee well             | 5:18 |
| 11. | Whipping boy blues         | 5:12 |
| 12. | Me evil ways               | 4:33 |
| 13. | Forevermore                | 7:22 |

## Hitnoteringen
Alhoewel Whitesnake in de (overigens positieve) ontvangst het commentaar kreeg af en toe  belegen te klinken, had dat geen invloed op de verkoopcijfers. Het album belandde bijna overal in de westerse wereld in de albumlijsten. Het stond daarbij bijna nergens in de top 10 en in het Verenigd Koninkrijk verkocht het album veel minder dan haar voorgangers.

### NederlandseAlbum Top 100
| Hitnotering: 2-4-2011 t/m 22-4-2011 | Hitnotering: 2-4-2011 t/m 22-4-2011 | Hitnotering: 2-4-2011 t/m 22-4-2011 | Hitnotering: 2-4-2011 t/m 22-4-2011 | Hitnotering: 2-4-2011 t/m 22-4-2011 |
| Week:                               | 1                                   | 2                                   | 3                                   |                                     |
| ----------------------------------- | ----------------------------------- | ----------------------------------- | ----------------------------------- | ----------------------------------- |
| Positie:                            | 42                                  | 76                                  | 81                                  | uit                                 |

### Ultratop Album Top 50
| Hitnotering: 2-4-2011 t/m 29-4-2011 | Hitnotering: 2-4-2011 t/m 29-4-2011 | Hitnotering: 2-4-2011 t/m 29-4-2011 | Hitnotering: 2-4-2011 t/m 29-4-2011 | Hitnotering: 2-4-2011 t/m 29-4-2011 | Hitnotering: 2-4-2011 t/m 29-4-2011 |
| Week:                               | 1                                   | 2                                   | 3                                   | 4                                   |                                     |
| ----------------------------------- | ----------------------------------- | ----------------------------------- | ----------------------------------- | ----------------------------------- | ----------------------------------- |
| Positie:                            | 63                                  | 70                                  | 74                                  | 96                                  | uit                                 |